# リステンパート (小惑星)
リステンパート (2654 Ristenpart) は小惑星帯にある小惑星。カルロス・トーレスらがチリ大学のセロ・エル・ロブレ観測所で発見した。
ドイツの天文学者フリードリヒ・ヴィルヘルム・リステンパートに因んで名付けられた。